# Jiřice u Moravských Budějovic
Jiřice u Moravských Budějovic è un comune della Repubblica Ceca facente parte del distretto di Znojmo, in Moravia Meridionale.